# Nathan Banks
Nathan Banks, (abreujat Banks), va ser un entomòleg, i aracnòleg estatunidenc (13 d'abril de 1868, Roslyn (Nova York) - 24 de gener de 1953 (84 anys), Holliston (Massachusetts)).
Es va especialitzar en neuròpters, megalòpters, himenòpters i àcars. Va començar a investigar l'any 1880 pel Departament d'Agricultura dels Estats Units (USDA). L'any 1915 va publicar el primer llibre de text en anglès sobre els àcars: A Treatise on the Acarina, Or Mites (Smithsonian Institution, Procceddings of the United States Natural Museum, 1905, 114 pàgines).
Nathan Banks, va deixar l'USDA l'any 1916 pel Museu d'Anatomia Comparada de la Universitat Harvard, on va començar a treballar en els himenòpters i neuròpters. Fou elegit membre de l'Acadèmia Americana de les Arts i les Ciències el 1922.
És autor de més de 440 publicacions científiques entre 1890 i 1951.

## Epònims
- Banksetosa Chickering, 1946, (Salticidae)
- Anasaitis banksi (Roewer, 1951), (Salticidae)
- Anopsicus banksi (Gertsch, 1939), (Pholcidae)
- Anyphaena banksi Strand, 1906, (Anyphaenidae)
- Carabella banksi Chickering, 1946, (Salticidae)
- Euophrys banksi Roewer, 1951, (Salticidae)
- Hamataliwa banksi (Mello-Leitão, 1928), (Oxyopidae)
- Oedothorax banksi Strand, 1906, (Linyphiidae)
- Terralonus banksi (Roewer, 1951), (Salticidae)
- Theridion banksi Berland, 1920, (Theridiidae)